# レンリソウ属
レンリソウ属（レンリソウぞく）は、スイートピーやレンリソウなどを含むマメ科の属の一つで、およそ160種が含まれる。世界中の温帯地域を中心に、ヨーロッパに52種、北アメリカに30種、アジアに78種、東アフリカに24種、南アメリカ温帯地域に24種が分布する。蔓性もしくは叢生する一年草または多年草。この属には、かつては別の属に分類されていたOrobusも含め、多数の節がある。

## 特徴
つる性植物。茎は３角形の断面を持ち、幅約１～２㎝の２翼が２枚ある。
葉は羽状複葉で、小葉は２～６枚。狭長楕円形で先端が鋭い形状をしている。
巻きひげは分岐しない単一の構造。
総状花序で花が軸に沿って並ぶ。
開花時期は６から７月にかけて。
この属は、スイートピーやヒロハノレンリソウ (L. latifolius) などを含む。これら栽培種の花は、赤、薔薇色、マルーン、ピンク、白、黄色、紫、青、あるいはそれらの組合せなどの種類があり、芳香もあるため、非常にポピュラーな園芸植物となっている。栽培種は、カビやうどん粉病に感染しやすい。またChionodes braunella、Semiothisa clathrata、Antitype chiなどを含む、数種のガの幼虫の食草となる。

## 栽培と利用
花卉園芸以外に、グラスピー (学名：L. sativus、英: Grass pea)、L. cicera、ヒゲレンリソウ (L. ochrus)、オトメレンリソウ(L. clymenum)など、食用のために栽培される種類もある。キュウコンエンドウ (L. tuberosus)は、その澱粉質の芋が、根菜として栽培される。

## 毒性
レンリソウ属の植物は、多かれ少なかれ、オキサリルジアミノプロピオン酸（ODAP）などの神経毒性を持つアミノ酸を含む。そのため、たとえ食用として利用される種類であっても、これらの種子を大量に食べることは下半身が麻痺するラシリズム（ラチルス病）という難病を引き起こす可能性がある。

## 種類
日本に野生する従来種は、レンリソウ、エゾノレンリソウ、イタチササゲ、ハマエンドウの4種のみである。その他、数種の帰化が報告されているが、いずれも地域限定的なものである。
栽培種としては、スイートピー（英: Sweet pea）とグラスピー（英: Grass pea）が代表的な種類である。

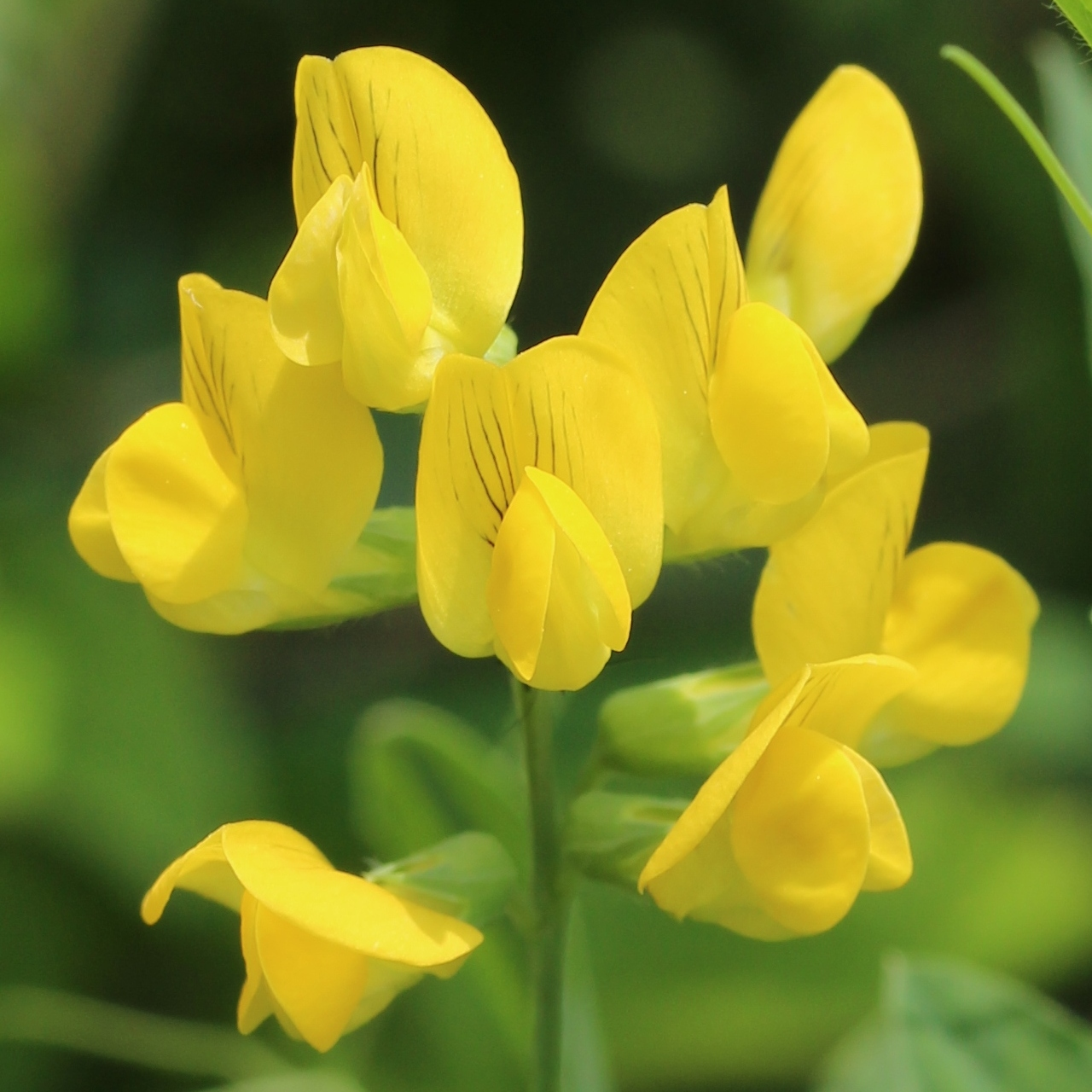
キバナノレンリソウ・伊吹山

Lathyrus angulatus L.
Lathyrus annuus L.
タクヨウレンリソウ Lathyrus aphaca L.
中近東原産。葉身は巻きひげに退化し、二枚の大きな托葉が対生する葉のように見える。日本では大正時代から記録があり、九州の一部に帰化している。
Lathyrus aureus L. 

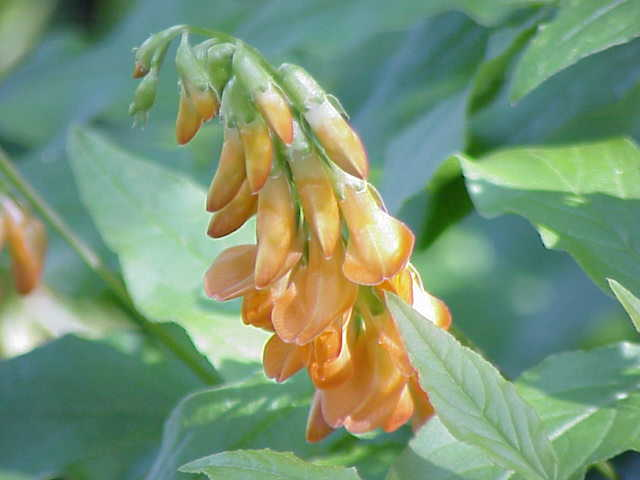
Golden Pea

Lathyrus biflorus T.W.Nelson & J.P.Nelson
オトメレンリソウ Lathyrus clymenum L.
日本に帰化の報告がある。
Lathyrus cicera L.
イタチササゲ Lathyrus davidii Hance
日本を含む東アジアの温帯地域に分布。山林中に生える。
Lathyrus delnorticus C.L.Hitchc.
オオレンリソウ Lathyrus grandiflorus Sibth. et Sm.
Lathyrus hirsutus L.
スズメノレンリソウ Lathyrus inconspicuus L.
ヨーロッパ原産。日本では1957年に報告がある。
ハマエンドウ Lathyrus japonicus Willd.
海岸生。日本を含む世界中の温帯地域の海岸に広く分布する汎世界種。; Lathyrus lanszwertii Kellogg
Lathyrus jepsonii Greene
Lathyrus latifolius L.
Lathyrus laevigatus (Waldst. & Kit.) Gren.
ヒロハノレンリソウ Lathyrus latifolius L.
宿根スイートピーと呼ばれて栽培されることもあるヨーロッパ原産の植物。スイートピーに近いが香りがない。世界中の温帯地域に野生化している。日本でも大正時代から栽培され、近年は逸出、野生化の報告がある。
Lathyrus linifolius L.
Lathyrus littoralis (Nutt.) Endl.
Lathyrus nervosus (Lord Anson's Blue Pea)
Lathyrus nissolia (L.) Doll
セイヨウエビラフジ Lathyrus niger (L.) Bernh.
スイートピー Lathyrus odoratus L.（英: Sweet pea）
セイヨウレンリソウ Lathyrus palustris L. 

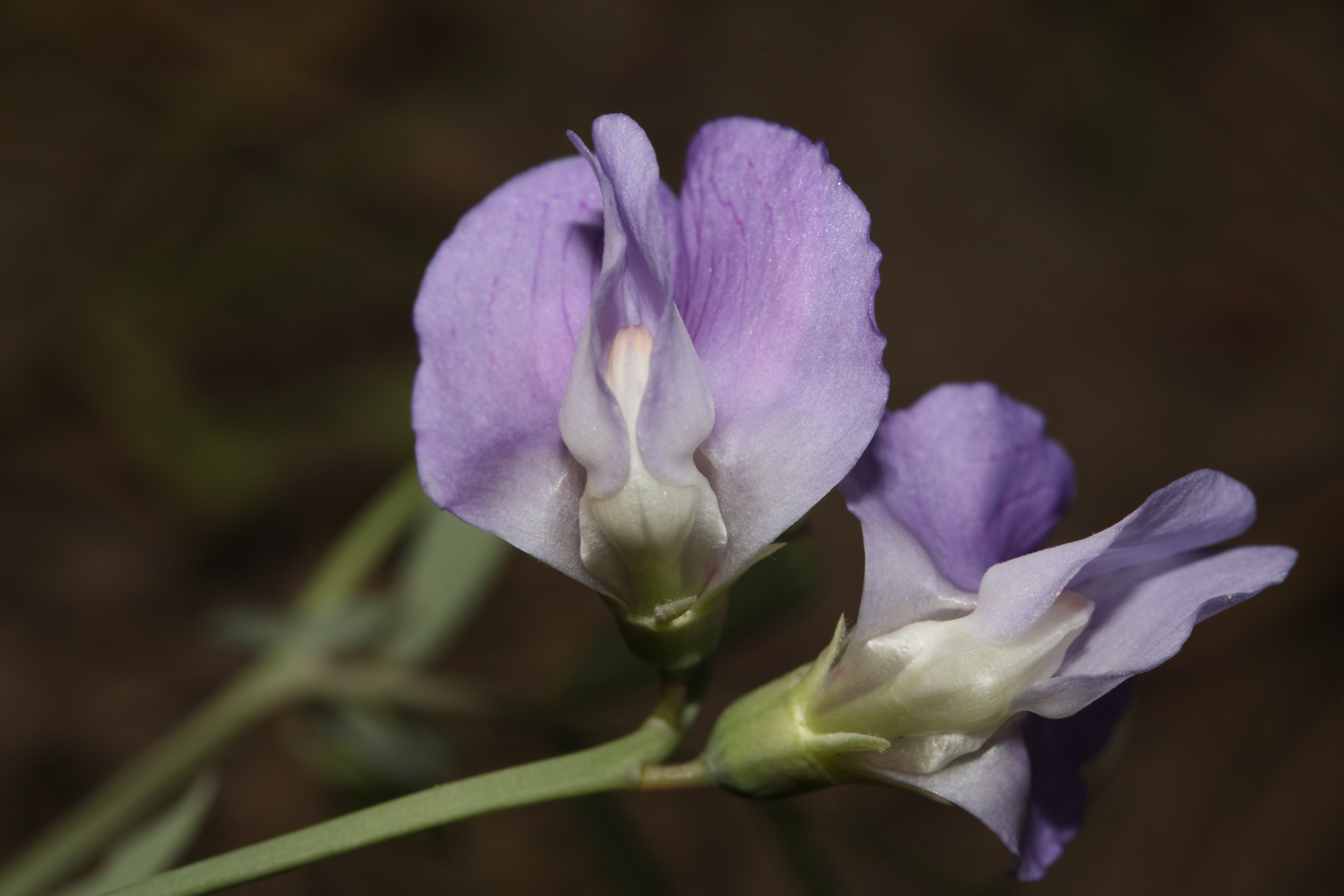
セイヨウレンリソウ

- エゾノレンリソウ Lathyrus palustris L. var. pilosus (Cham.) Hulten.

- 北海道、本州日本海側、朝鮮半島、千島列島、樺太、シベリア、アリューシャン列島、アラスカ、北アメリカなどに分布。

ヒゲレンリソウ Lathyrus ochrus (L.) DC.
地中海地方（Mediterranean region）原産。日本に帰化の報告がある。
Lathyrus pauciflorus (Fewflower Pea)
Lathyrus polyphyllus (Leafy Pea)
キバナノレンリソウ Lathyrus pratensis L.
ヨーロッパからシベリアにかけて分布。北アメリカに帰化。日本では伊吹山でのみ見られる。これは、室町時代に織田信長がポルトガル人の宣教師に作らせた薬草園から帰化したものとされる。
レンリソウ Lathyrus quinquenervius (Miq.) Litv.
日本を含む東アジアの温帯地域、東シベリアに分布。
Lathyrus rigidus (Stiff Pea)
グラスピー Lathyrus sativus L. （英: Grass pea）
食用として地中海地方（Mediterranean region）・インド・東アフリカなどで広く栽培される。
Lathyrus sphaericus Retz.
Lathyrus splendens Kellogg
Lathyrus sulphureus W.H.Brewer ex A.Gray
ヤナギバレンリソウ Lathyrus sylvestris L.
日本に帰化報告がある。
ジットクマメ Lathyrus tingitanus L. (Tangier pea)
地中海地方（Mediterranean region）原産。ヨーロッパでは観賞用、緑肥として利用されている。日本でも緑肥としての利用を検討されたこともあるが、導入には至らなかった。
Lathyrus torreyi A.Gray
キュウコンエンドウ Lathyrus tuberosus L.
Lathyrus vestitus Nutt.
ツルナシレンリソウ Lathyrus vernus (L.) Bernh.